# 대욕장

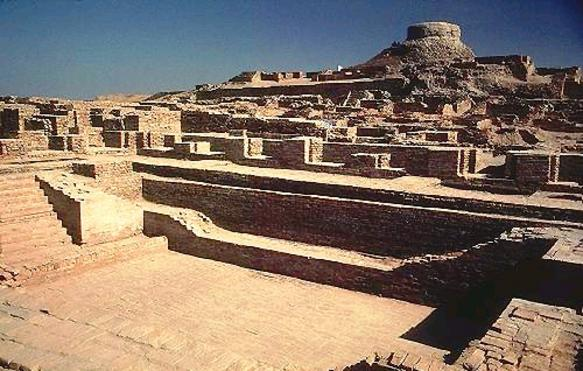
대욕장은 1926년 고고학 발굴 중에 발견되었다

대욕장은 현재 파키스탄의 신드주 모헨조다로에서 발굴된 하라파 문명 유적 중 가장 잘 알려진 구조물 중 하나이다. 고고학적 증거에 따르면 대욕장은 기원전 3천년경, 대욕장이 위치한 "성채" 언덕이 세워진 직후에 지어졌다.

## 특징
모헨조다로의 대욕장은 "고대 세계 최초의 공공 저수조"라고 불린다. 이 욕장은 대략 12 미터 (40 ft)에 7 미터 (23 ft), 최대 깊이 2.4 미터 (8 ft)이다. 북쪽과 남쪽에 각각 하나씩 있는 두 개의 넓은 계단이 구조물로 들어가는 입구 역할을 했다. 이 계단의 아래쪽 끝에는 욕탕의 전체 폭에 걸쳐 1.4 미터 (4 ft 7 in) 높이의 턱이 있다. 경사진 바닥은 저수조의 남서쪽 모퉁이에 있는 작은 배수구로 이어지며, 코벨 아치 배수로와 연결되어 사용된 물을 욕장 밖으로 배출했다.
저수조 바닥은 섬세하게 맞물린 벽돌을 석고 회반죽 위에 깔아 방수 처리했으며, 측벽도 유사한 방식으로 건설되었다. 저수조를 더욱 방수 처리하기 위해 두꺼운 블랙탑(방수 타르) 층이 수영장 측면을 따라 깔렸으며, 아마도 바닥에도 깔렸을 것이다. 벽돌 기둥은 동쪽, 북쪽, 남쪽 가장자리에서 발견되었다. 보존된 기둥에는 나무 스크린이나 창틀을 지탱했을 수 있는 계단식 가장자리가 있었다. 남쪽에서 두 개의 큰 문이 단지로 이어졌고, 다른 접근로는 북쪽과 동쪽에서 가능했다. 건물의 동쪽 가장자리를 따라 일련의 방들이 위치해 있었고, 한 방에는 저수조를 채우는 데 필요한 물의 일부를 공급했을 수도 있는 우물이 있었다. 빗물도 이 목적을 위해 모였을 수 있지만, 유입 배수구는 발견되지 않았다. 방수 벽돌로 지어진 긴 목욕탕이 있었을 수도 있다.
"대부분의 학자들은 이 저수조가 목욕하는 사람들의 건강을 정화하고 회복시키기 위해 물을 사용했던 특별한 종교 의식에 사용되었을 것이라는 데 동의한다. 이는 아주 오래 전부터 성스러운 저수조, 수영장, 강에서의 의례적인 목욕에 중요성이 부여되었음을 나타낸다." J. M. 케노이어
모헨조다로의 신선한 물 공급은 쐐기 모양의 벽돌로 만들어진 우물 시스템을 통해 이루어졌다.

### 사제들의 대학
대욕탕 건너편에는 여러 개의 방과 세 개의 베란다, 그리고 지붕과 위층으로 이어지는 두 개의 계단이 있는 큰 건물이 있었다. 대욕장의 크기를 고려할 때, 이 건물은 잠정적으로 사제들의 집으로 불리며 "사제들의 대학"으로 명명되었다.

## 갤러리

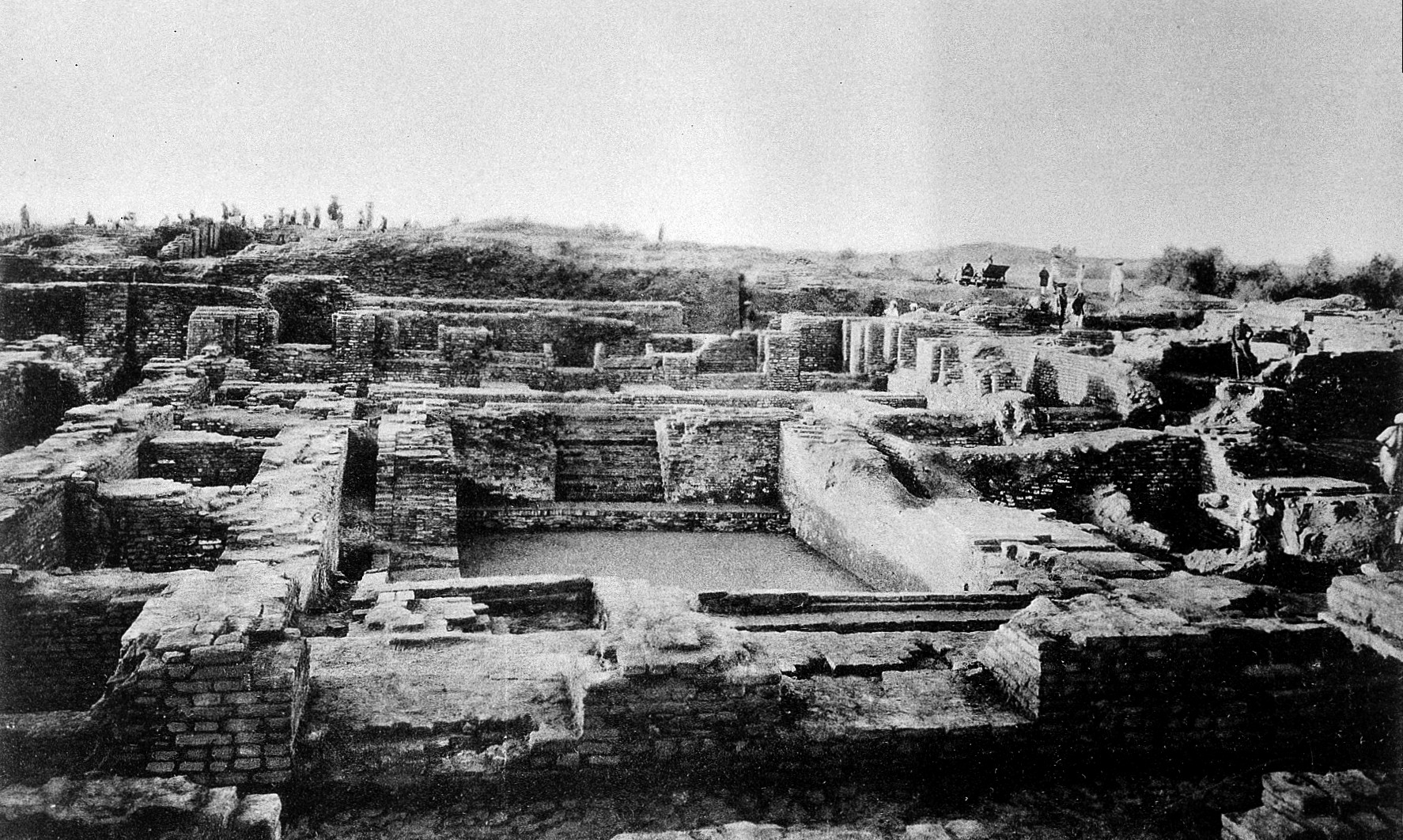
1922년~1927년 고고학 발굴 중
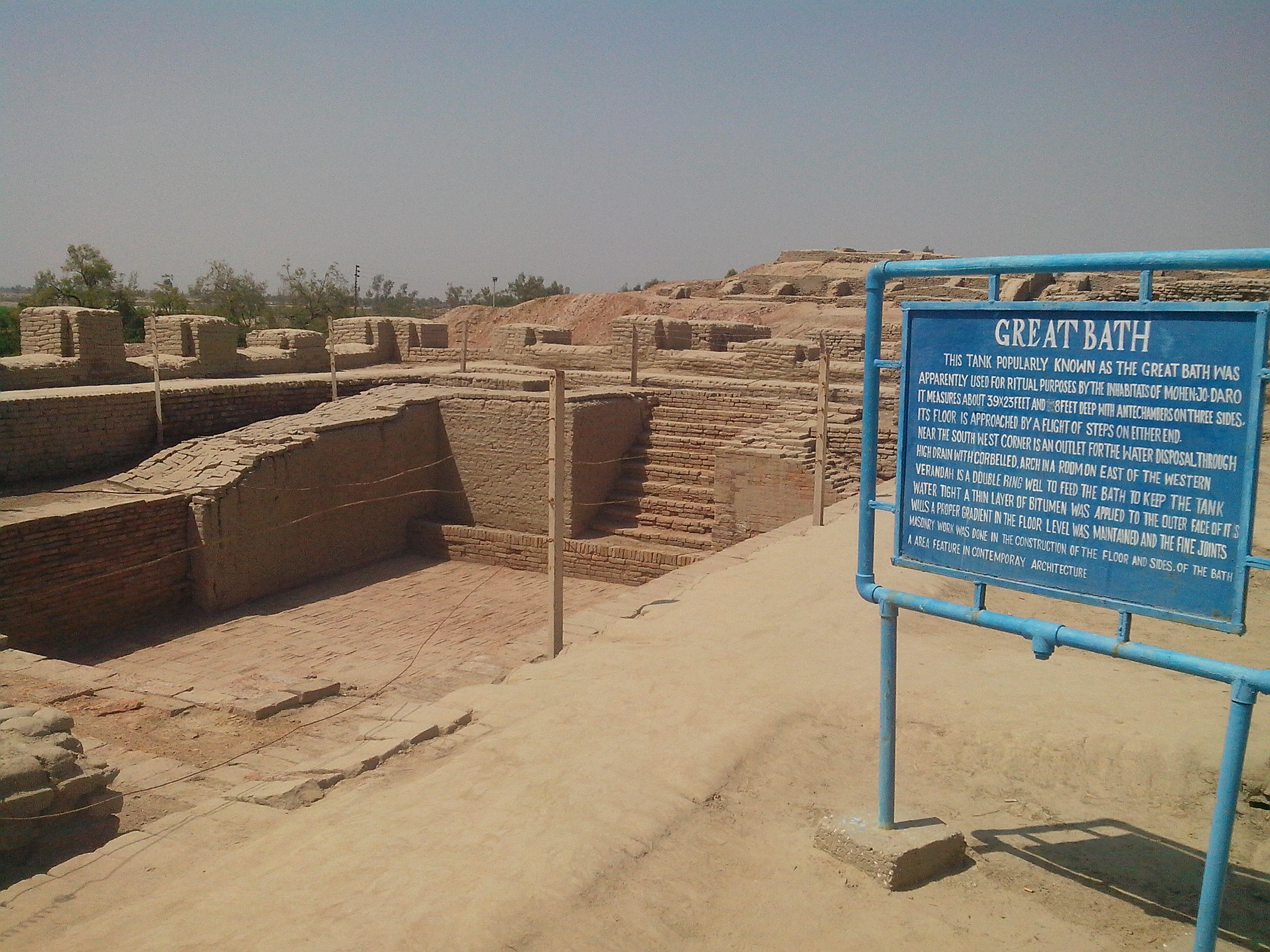
설명 표지판
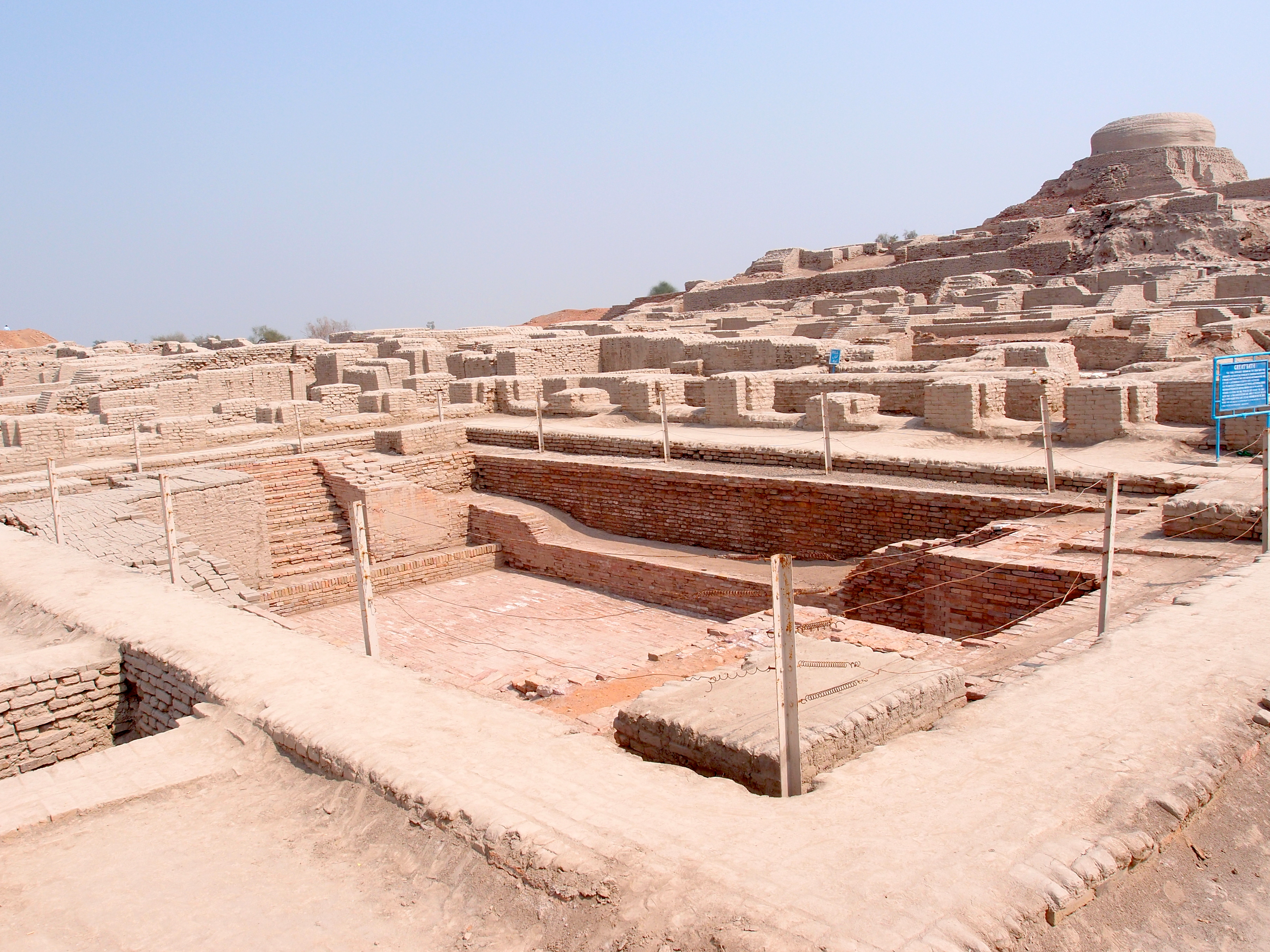
전경
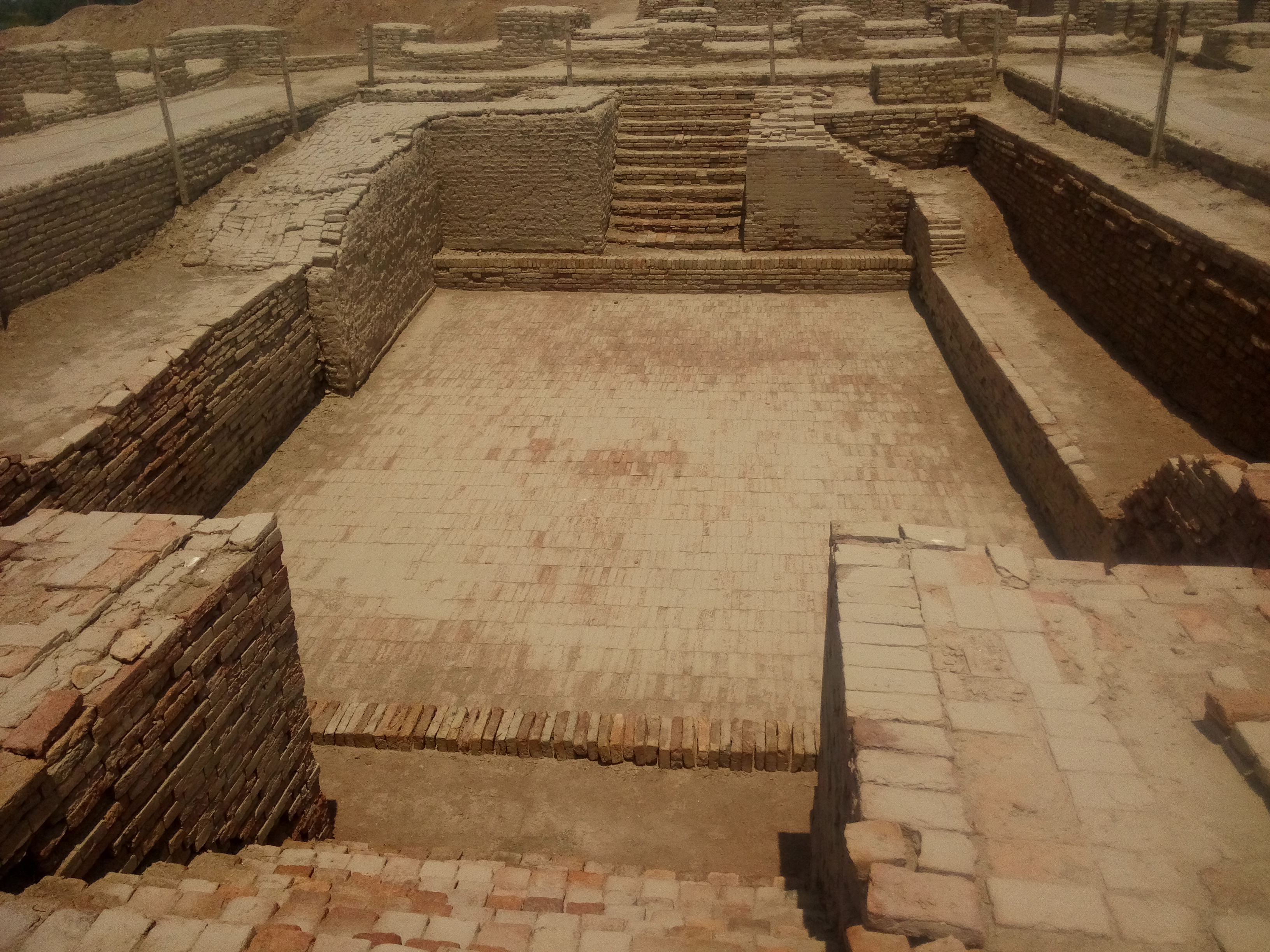
두 계단이 있는 저수조의 모습
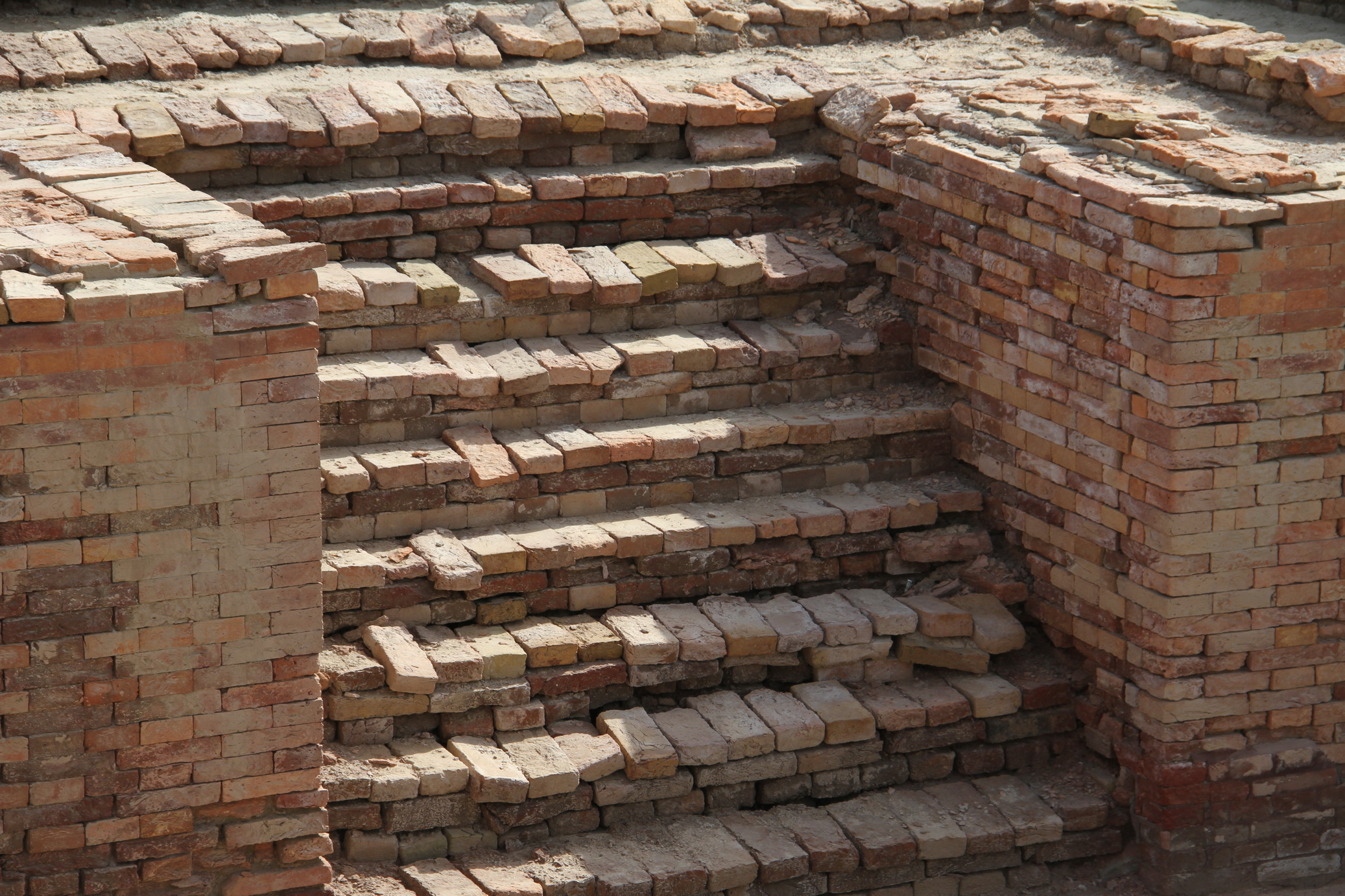
계단
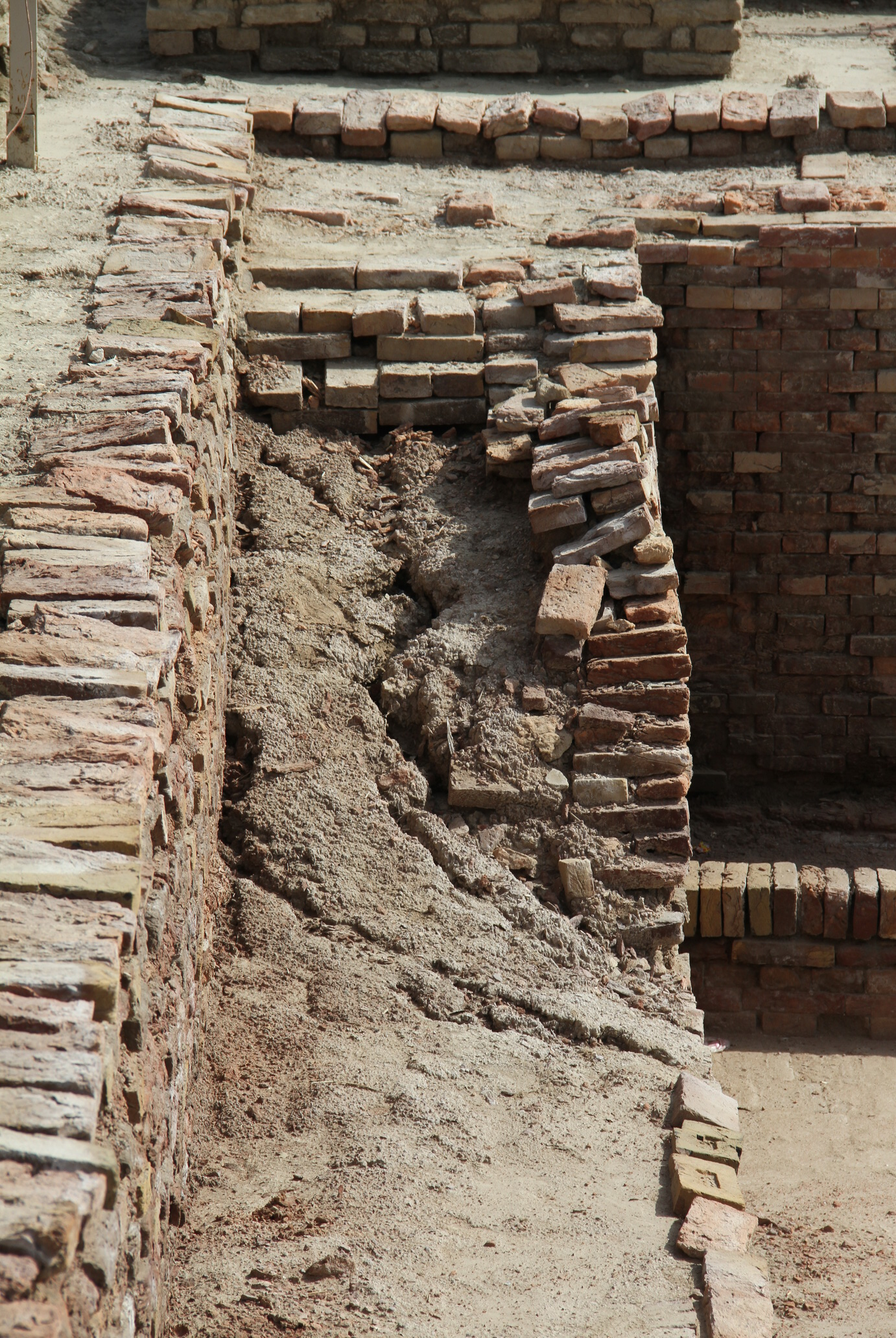
석공 세부 사항

## 참고 문헌
- 케노이어, 조너선 마크. 색인된 이미지 두 세트: 모헨조다로!, 슬라이드 103개. "대욕장, SD 지역" 참조, 슬라이드 23-32; 그리고 인더스 주변 90개 슬라이드, 서문 및 슬라이드 8-9 & 12. 1995–2022. 2012년 7월 2일 접속, 2022년 7월 11일 재접속.